# تسیندورف
شهر تسیندورف (به آلمانی: Zirndorf) در ایالت بایرن در کشور آلمان واقع شده‌است.